# Zheng Zhilong
Zheng Zhilong (鄭芝龍T, Ching Chih-lungW, conosciuto anche con il nome di Nicholas Iquan Gaspard; Nan'an, 1604 – Pechino, 1661) è stato un mercante cinese, pirata e leader militare della tarda dinastia Ming, originario della provincia di Fujian, che in seguito disertò per la dinastia Qing.
Divenne padre di Zheng Chenggong (Coxinga), il fondatore del regno di Tungning sull'isola di Taiwan. Dopo la sua defezione, venne insignito del titolo di Conte di secondo rango dal governo Qing, ma venne infine giustiziato a causa delle azioni del figlio che continuò la sua lotta di resistenza ai nuovi regnanti del continente.

## Biografia

### Primi anni
Zheng è nato a Nan'an, nella provincia di Fujian, da Zheng Shaozu (鄭紹祖), un ufficiale finanziario di medio livello per il governo di Quanzhou, e dalla signora Huang (黃氏). Alcune biografie riportano un possibile fatto apocrifo della gioventù di Zheng. Un giorno i due fratelli stavano cercando una pianta di longan per poterne mangiare i frutti, trovandone una i quali rami passavano sopra il muro di recinzione di un cortile arrivando sulla strada. Nella speranza di farne cadere alcuni frutti, i due bambini iniziarono a colpire i rami con delle pietre. Alcuni proiettili, però, giunsero nel cortile dove si trovava la pianta che era di proprietà del governatore della città di Quanzhou, colpendo il proprietario. I ragazzi cercarono di fuggire, ma furono presi e condotti al cospetto del Governatore. I ragazzi, per via della giovane età e del carisma dimostrato, vennero perdonati e rilasciati dal Governatore, il quale disse: "Questo è il viso di una persona destinata al benessere e alla nobiltà". La storia può non rispecchiare la realtà, ma ha racchiuso il vero carattere di Zheng: trarre il migliore risultato anche dalle situazioni più problematiche.

Zheng lasciò la casa paterna da adolescente, venendo preso a bordo di una nave mercantile. Diverse fonti riportano vari motivi per cui abbia abbandonato la sua casa, alcuni dicono che abbia fatto "scivolare la mano sotto la gonna della matrigna", mentre altri riportano che suo padre l'abbia inseguito per le strade con un bastone. Così Zheng arrivò a Macao, dove visse con lo zio materno e venne battezzato come cristiano, ricevendo il nome di Nicholas Gaspard. Suo zio gli chiese di trasportare dei carichi a Nagasaki, in Giappone, dove avrebbe incontrato un ricco uomo originario del Fujian chiamato Li Dan, conosciuto come "Capitan Cina", che divenne il suo mentore e forse il suo amante. Li Dan mantenne stretti contatti con gli europei e riuscì a procurare a Zheng un lavoro presso gli olandesi come traduttore (Zheng, infatti, parlava portoghese, lingua utilizzata anche dai mercanti olandesi). Quando nel 1622 la VOC prese possesso delle isole Pescadores, nel canale di Taiwan, Li Dan inviò Zheng presso gli olandesi come traduttore durante le negoziazioni per la pace. Prima di lasciare il Giappone, incontrò e sposò una donna locale chiamata Tagawa Matsu, in seguito, dalla loro relazione nacque Zheng Chenggong (Coxinga). Dopo la nascita del figlio nel 1624, nel 1625 Li Dan morì, lasciando a Zhang la proprietà della sua flotta di navi.

### Pirata
La Compagnia olandese delle Indie orientali, desiderosa di ottenere il diritto di libero commercio in Cina e occupare maggiore potere sulla rotta commerciale con il Giappone, iniziò a collaborare con alcuni pirati cinesi in modo da forzare la mano all'amministrazione Ming. Inizialmente Zheng Zhilong lavorò presso gli olandesi come traduttore, sebbene si discute sul fatto che potesse agire simultaneamente con azioni di pirateria, cosa che venne ufficializzata nel 1624 al soldo degli olandesi dopo che la Compagnia iniziò la colonizzazione di Taiwan. Durante questo periodo Zheng rimase allineato alle direttive di Li Dan, il quale iniziò a preoccupare gli olandesi per via del potere che era riuscito ad acquisire. Ma Li non poté mantenere per molto questo potere in quanto morì nel 1625 e il comando passò nelle mani di Zheng.

In seguito alla sua ascesa al potere, iniziò ad armare e riorganizzare la sua flotta. Con l'accesso alle innovative tecnologie militari e di navigazione, riuscì a creare una flotta di giunche tecnologicamente superiori alla marina imperiale cinese. Zheng riuscì ad aumentare il suo potere e nel 1627 era al comando di 400 giunche e 10 000 uomini, inclusi cinesi, giapponesi e anche qualche europeo. Entro il 1630 fu in grado di controllare tutte le spedizioni del Mar Cinese Meridionale.

Oltre ad attaccare i convogli nel Mar Cinese Meridionale, Zheng Zhilong consolidò la sua posizione vendendo dei lasciapassare a mercanti e pescatori. Dall'alto del suo potere, nessuno osava salpare senza uno dei suoi lasciapassare per paura di una punizione. La sua figura non venne però odiata da tutti, in quanto alcuni contadini nelle province meridionali della Cina lo ammiravano e rispettavano per essersi astenuto dall'attaccare ingiustificatamente le loro città e villaggi e aver riconsegnato il grano rubato durante i periodi di carestia. Diede lavoro, inoltre, ai pescatori e marinai senza lavoro nella sua flotta.

### La sfida di Shibazhi alla flotta Ming
Lo Shimbazi (十八芝) fu un'organizzazione dei diciotto pirati cinesi più conosciuti creata nel 1625 da Zheng Zhilong. Tra loro figurava il padre di Shi Lang, Shi Daxuan (施大瑄). L'organizzazione iniziò a sfidare la flotta Ming e ottenne alcune vittorie, la più importante delle quali fu quella del 1628 dove Zheng Zhilong in persona sconfisse la flotta Ming. A questo punto la flotta Ming di stanza nelle province meridionali si arrese allo Shibazhi e Zheng decise di ritirarsi dalle azioni di pirateria e lavorare per la flotta Ming in veste ufficiale, ottenendo il grado di maggiore generale nel 1628. Alcune testimonianze riportano che Cai, il Governatore che aveva perdonato il giovane Zheng e il fratello, si presento dal neoeletto comandante per arruolarsi sotto i suoi ordini. Vera o falsa che sia, questa vicenda denota come apparisse benevola la figura di Zheng.

### Servizio sotto i Ming
Dopo essersi arruolato nella marina imperiale, Zheng e sua moglie furono fatti stabilire su un'isola al largo delle coste del Fujian, dove lui gestì una grande flotta di 800 vascelli pirata, operante dal Vietnam fino al Giappone e fu insignito del titolo di "Ammiraglio dei Mari Costieri" dalla famiglia imperiale cinese. Grazie a questa forza riuscì a sconfiggere l'alleanza che la Compagnia olandese delle Indie orientali era riuscita a creare con delle forze di pirati rinnegati del Shibazhi, facenti capo a Liu Xiang (劉香), il 22 ottobre 1633 nella battaglia della baia di Liaoluo. I frutti di questa vittoria lo resero enormemente ricco, riuscendo ad acquistare circa il 60% del Fujian e diventando, quindi, un potente proprietario terriero.

Zheng volle continuare a servire la dinastia Ming anche dopo la caduta della capitale imperiale a Pechino nel giugno del 1644. Suo fratello Zheng Zhifeng venne nominato marchese sotto i Ming del Sud, sebbene venne obbligato ad abbandonare le sue posizioni nella provincia di Zhenjiang da una superiore forza terrestre Qing. Dopo la caduta di Nanchino nel 1645, Zheng accettò di servire come Comandante in Capo delle forze imperiali e gli fu ordinato di difendere la nuova capitale a Fuzhou creata dal principe Zhu Yujian

### La resa ai Qing
Nel 1646 Zheng decise di disertare e unirsi ai Manchu, lasciando aperti i passi dello Zhejiang e permettendo in questo modo la cattura di Fuzhou da parte dei Qing. Come ringraziamento per la vittoria ottenuta anche grazie al suo cambio di fazione, Zheng ottenne grandi ricompense. Gli stessi che gli resero omaggio per il favore durante la guerra, lo giustiziarono nel 1661 nella piazza delle esecuzioni Caishikou, vicino a Pechino, in seguito ai continui assalti del figlio rimasto fedele ai Ming.